# Habissou Bidoung Mkpatt
 (janvier 2025).
Habissou Bidoung Mkpatt, née dans la région du Nord du Cameroun, était une éducatrice et une figure influente de la société civile. Elle commence sa carrière professionnelle dans les années 1990 en tant qu'enseignante de la langue espagnole et obtient un doctorat en sciences de l'éducation.
Son époux est Pierre Ismaël Bidoung Kpwatt, ministre camerounais depuis 2011.

## Carrière
En 2002, elle rejoint la Fondation Chantal Biya, où elle occupe divers postes, devenant Secrétaire générale en 2005. Le 9 mai 2018, elle est nommée Chargée de mission au Cabinet civil de la Présidence de la République, devenant ainsi la première femme à occuper ce poste.

## Engagements
Habissou est reconnue pour son engagement humanitaire et son rôle de confidente auprès de Chantal Biya, contribuant à des initiatives sociales et éducatives au Cameroun.

## Décès
Habissou Bidoung Mkpatt est décédée le 19 décembre 2024 en Espagne des suites d'une maladie. Sa disparition est considérée comme une grande perte pour le Cameroun.